# Martin Mayer (Bildhauer)

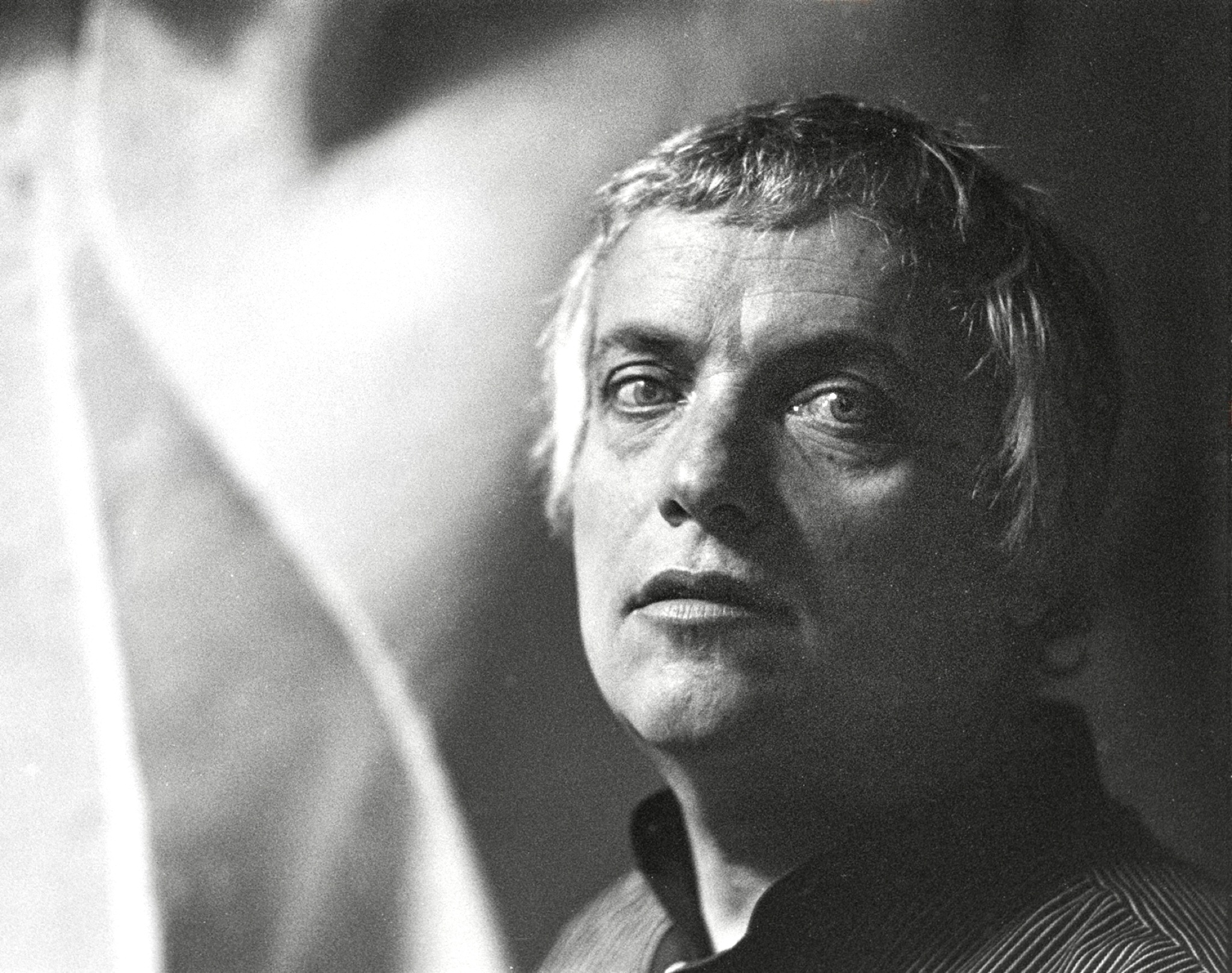
Martin Mayer 1978 im Atelier (Foto: Mathias Michel)

Martin Mayer (* 16. Januar 1931 in Berlin; † 18. Januar 2022 in München) war ein deutscher Bildhauer, Grafiker und Zeichner. Er lebte in München.

## Leben
Martin Mayer entstammte einer pfälzischen Familie. Die Eltern waren beide Gebrauchsgrafiker. 1943 wurde der Zwölfjährige kriegsbedingt bei Verwandten nach Kaiserslautern und danach in Weißenburg in Bayern untergebracht. 1946 vermittelte ihn Angelus Kupfer, damals Abt von Kloster Ettal, als Privatschüler an Theodor Georgii, den Schüler und Schwiegersohn Adolf von Hildebrand. Bei ihm studierte er von 1949 bis 1954 an der Akademie der Bildenden Künste München.
Anfang der 1950er Jahre lernte Mayer den Fotografen Herbert List kennen, mit dem sich eine lebenslange Freundschaft und künstlerische Zusammenarbeit entwickelte. 1953 nahm Mayer als jüngster Bildhauer an der „Großen Kunstausstellung“ im Haus der Kunst in München teil. 1954, direkt nach Studienabschluss, nahm er, um für seinen Lebensunterhalt zu sorgen, zunächst ein künstlerisches Engagement bei Käthe Kruse in Donauwörth an, wo er als „Gebrauchsmodelleur“ auch Puppenköpfe entwarf. Zurück in München konnte Martin Mayer, Dank des Hinweises eines Freundes, des Bildhauers Gregor Kruk sein erstes Atelier in der Schubertstraße 8 einrichten. Damit begann, 1957, seine Selbständigkeit als Künstler.
In der ersten Zeit erhielt Mayer Aufträge vor allem von der katholischen Kirche, vorwiegend vermittelt durch einen Freund, den Pfarrer Gregor Schneid. 1960 beauftragte ihn Bernhard Borst mit dem Sitzenden Keiler, sowie zwei Jahre später mit dem Orpheus für die Borstei, seinem ersten großen Standbild. Der erste staatliche Auftrag war 1961 der Bundes(post)adler in Treuchtlingen.
1963, nach dem Tod Georgiis, bezog Martin Mayer das große Bildhauer-Atelier im Hildebrandhaus, der heutigen Monacensia. Vier Jahre später verlegte er sein Atelier in die Borstei, wo er bereits 1965 eine Wohnung bezogen hatte.

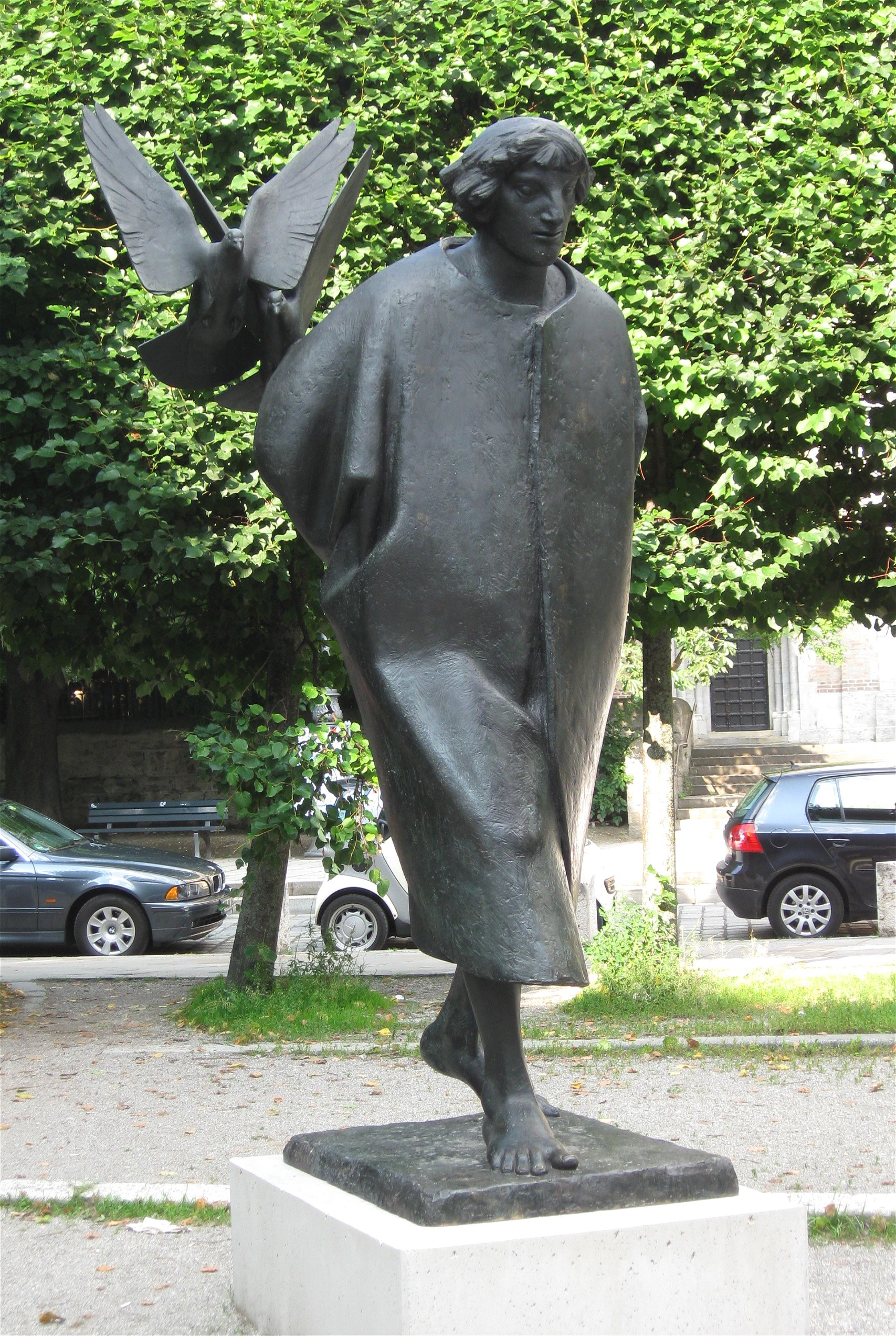
Franziskus (München)
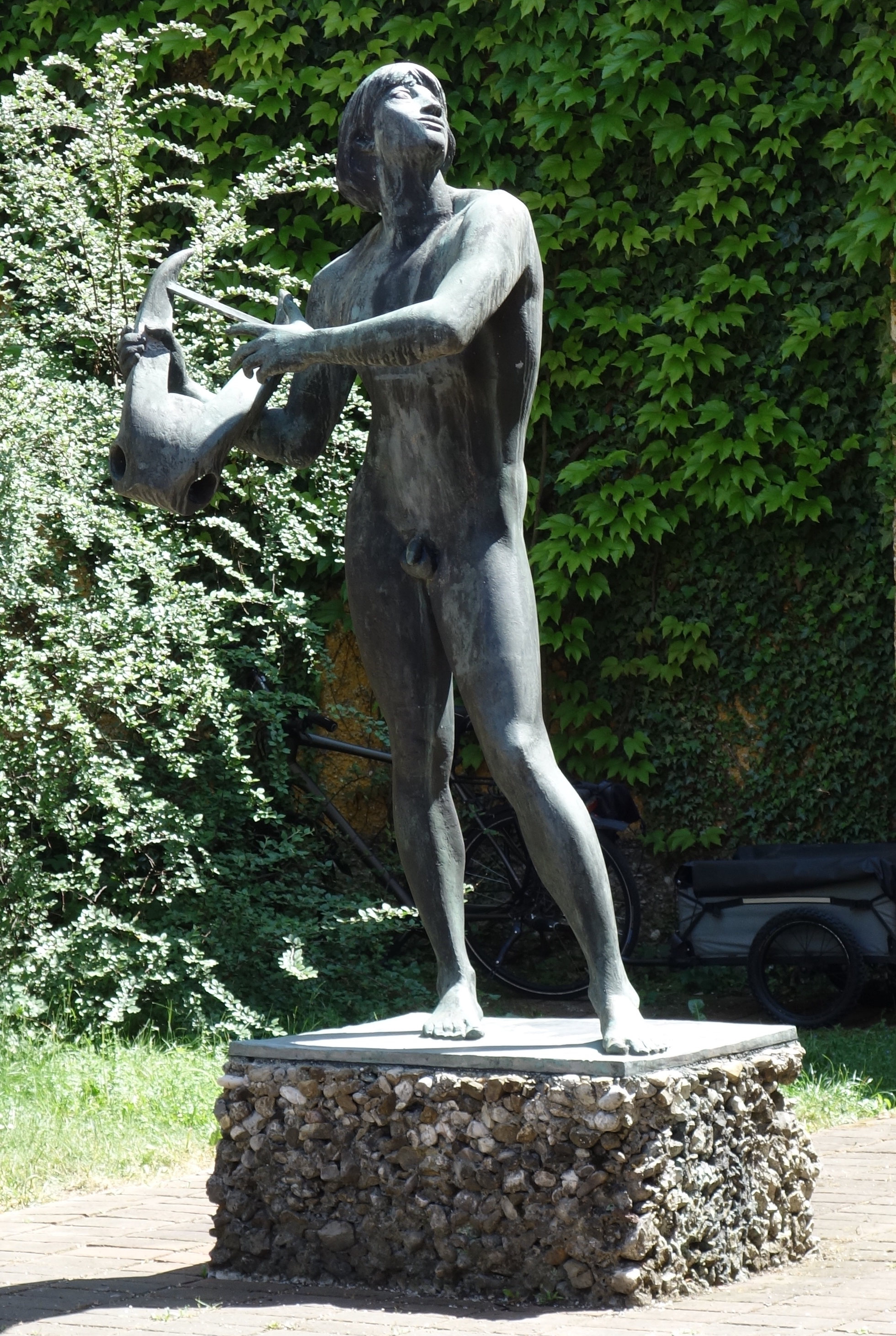
Orpheus (München)
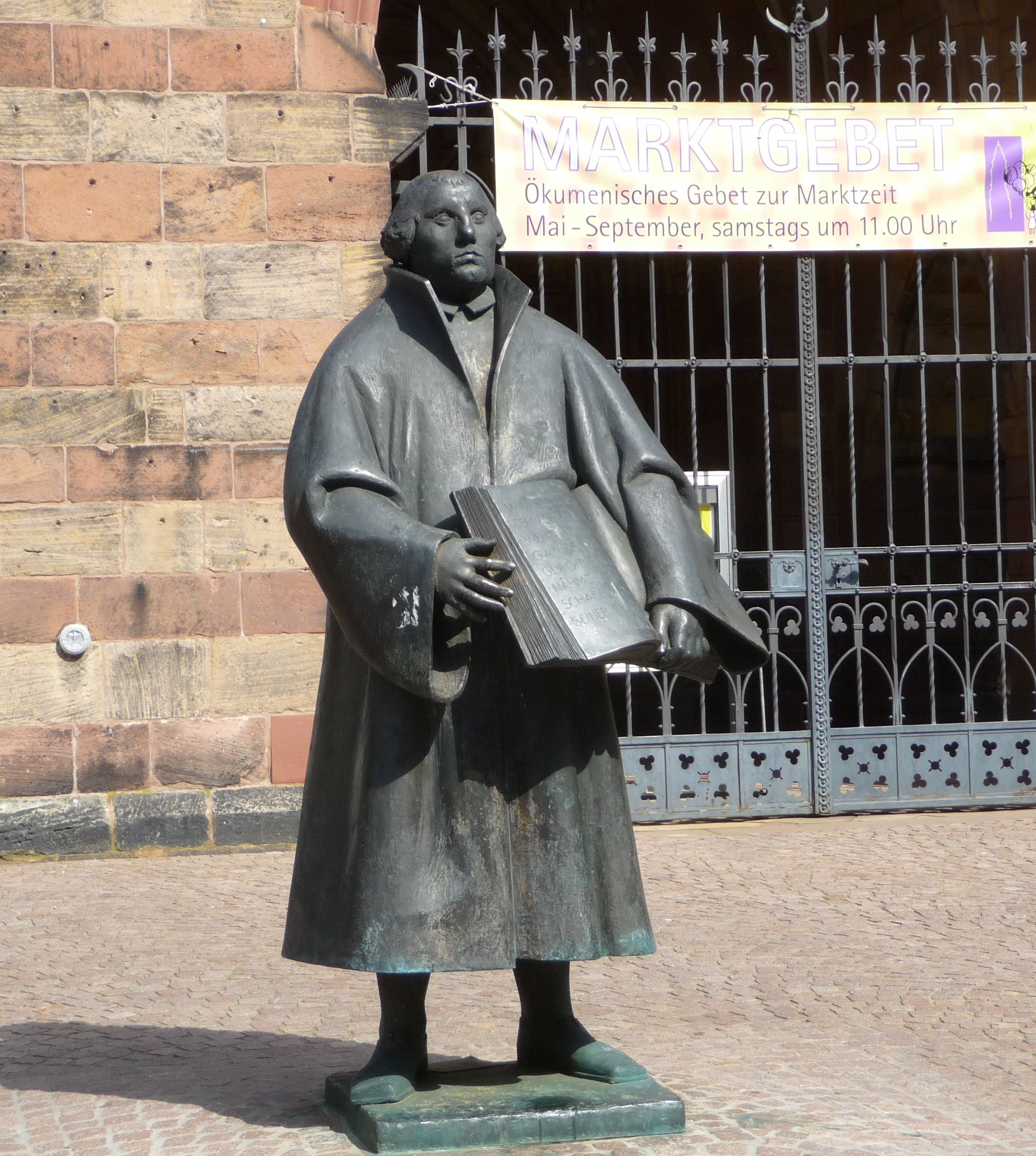
Martin Luther (Landau)
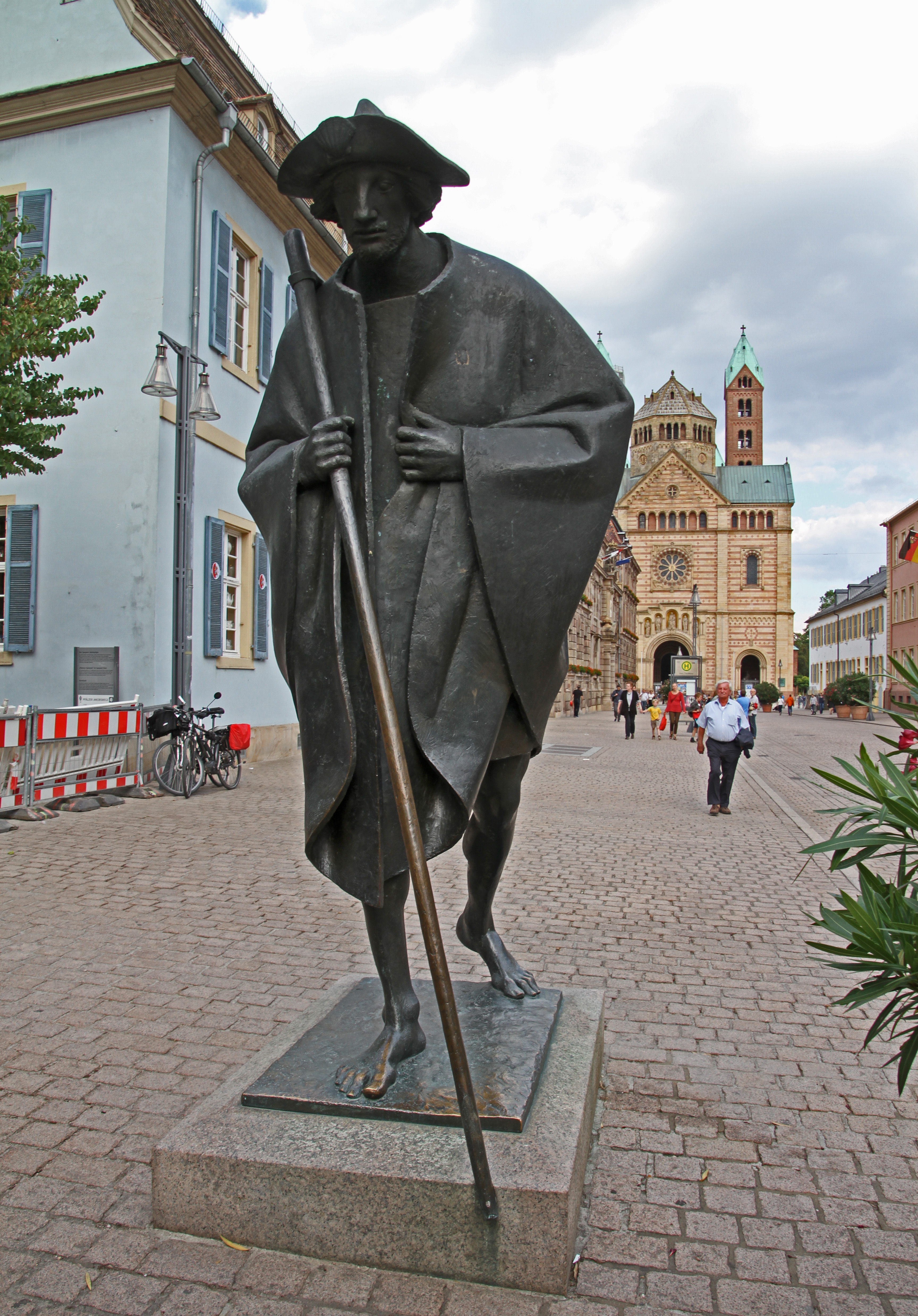
Jakobspilger (Speyer)

Seit Ende der 50er Jahre schuf Martin Mayer rund 30 mächtige Bronzefiguren für den öffentlichen Raum. Zu den berühmtesten zählen die großen Gewandfiguren, wie der Jakobspilger in Speyer und Hastingues, die Luther-Statuen in Landau und Weißenburg, der Franziskus in München und Mannheim sowie die prallen weiblichen Akte wie seine Olympia Triumphans, die sich im Olympiapark München auf ihren kräftigen Armen in den Himmel streckt. Bis heute sind Frauenbildwerke, wie die Landavia in Landau, die Pause in Speyer oder die Haarwaschende in München Zentrum seiner Arbeit. Daneben umfasst das Œuvre zahlreiche Porträtbüsten, eine Vielzahl mittelgroßer Aktfiguren, sowie ein großes zeichnerisches und druckgrafisches Werk, in dessen Zentrum, wie bei den Plastiken, der weibliche Akt steht. Das fast gesamte druckgrafische Werk ging 2007 als Schenkung an die Pfalzgalerie Kaiserslautern.

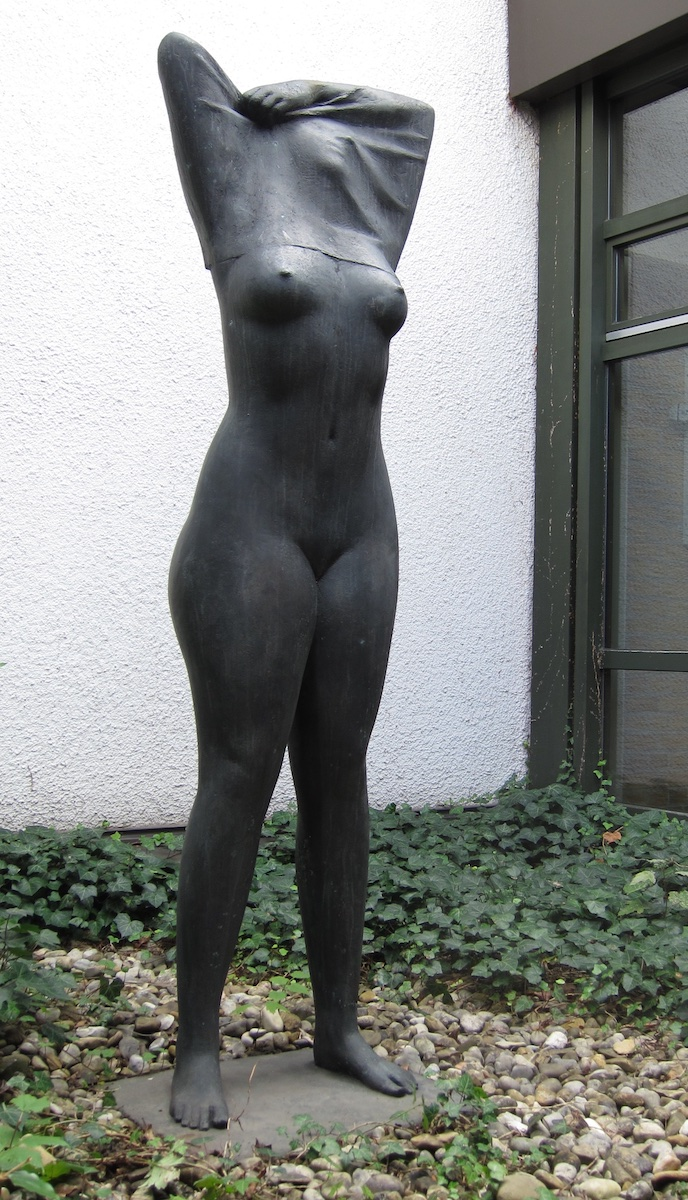
Susanna
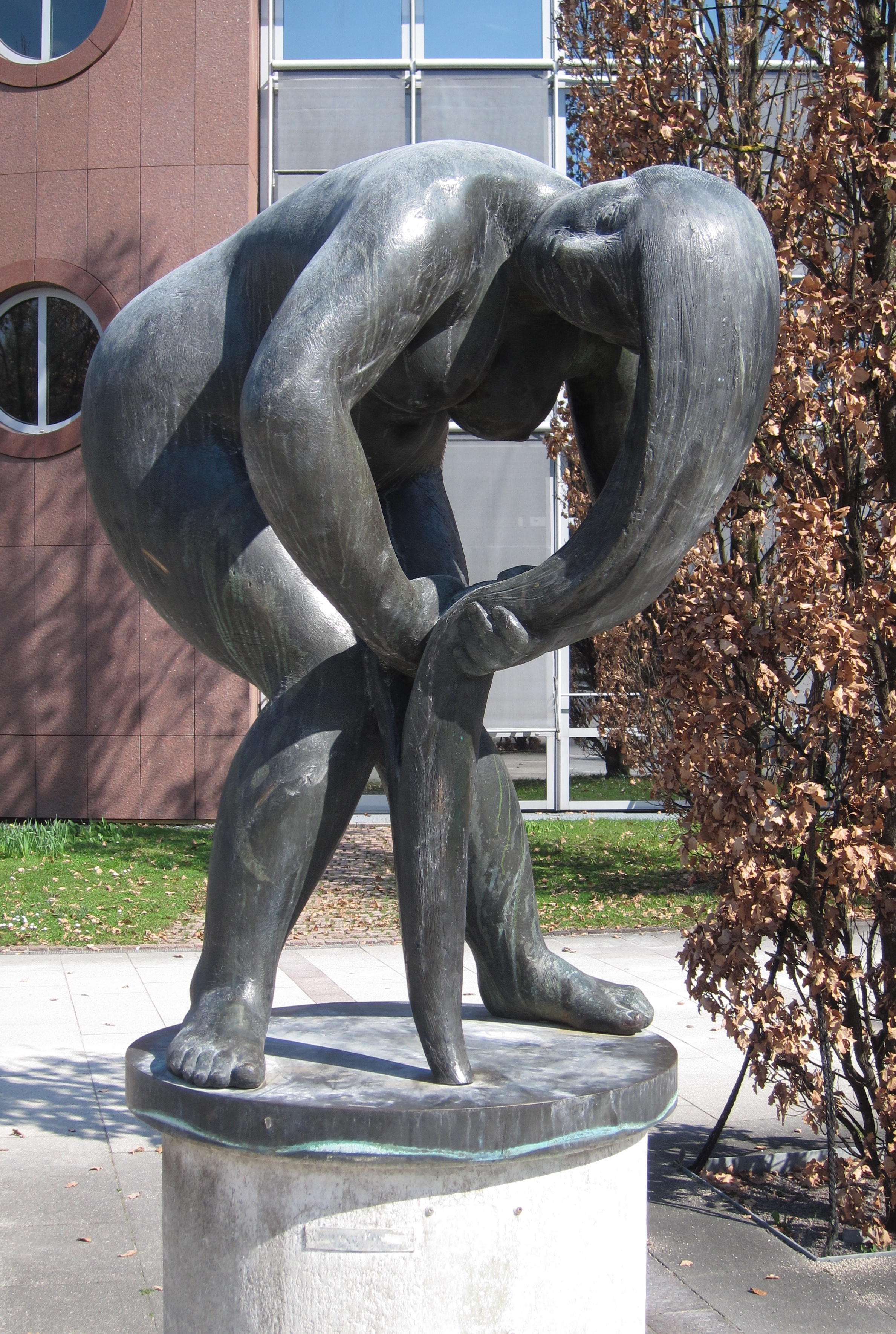
Haarwaschende
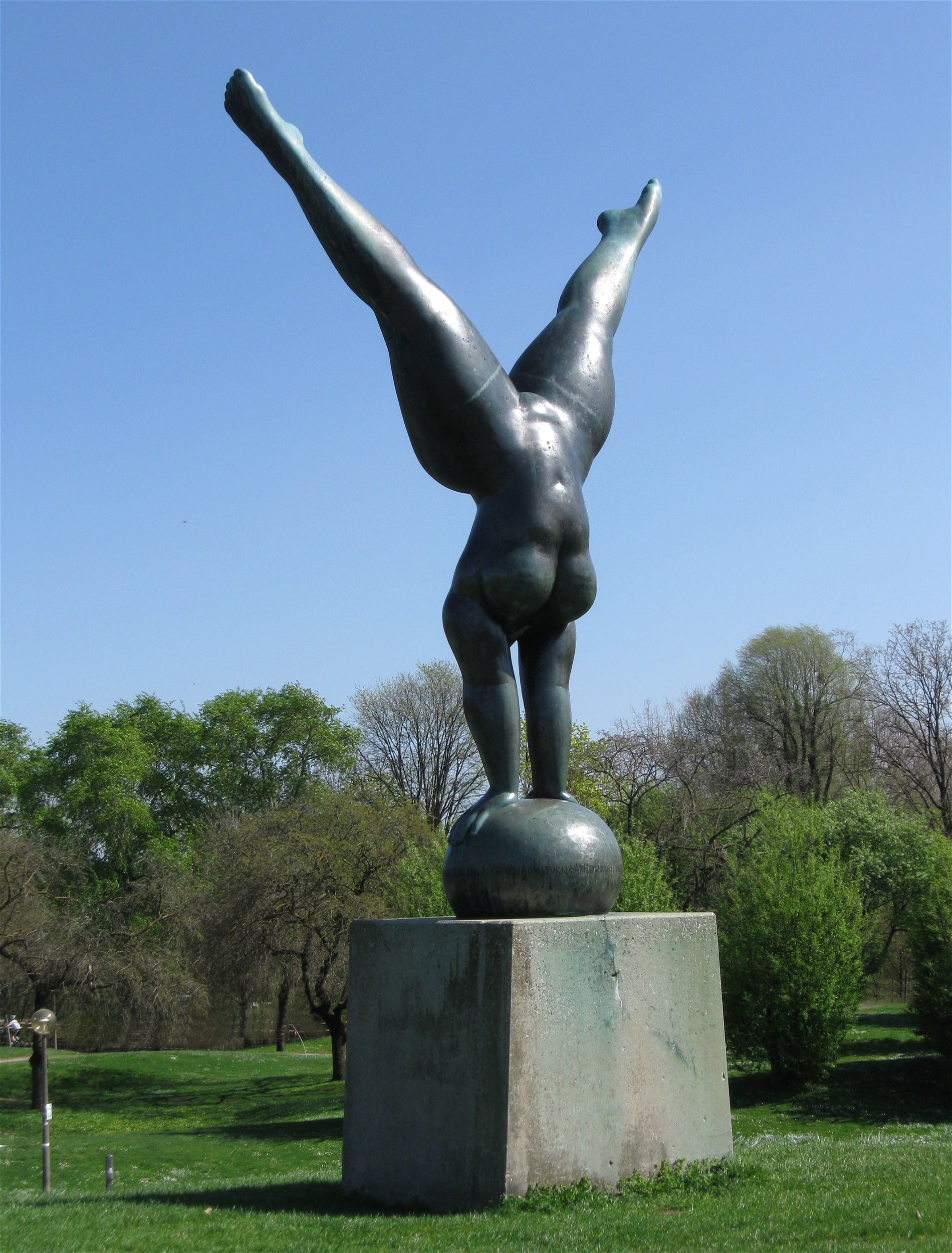
Olympia-Triumphans
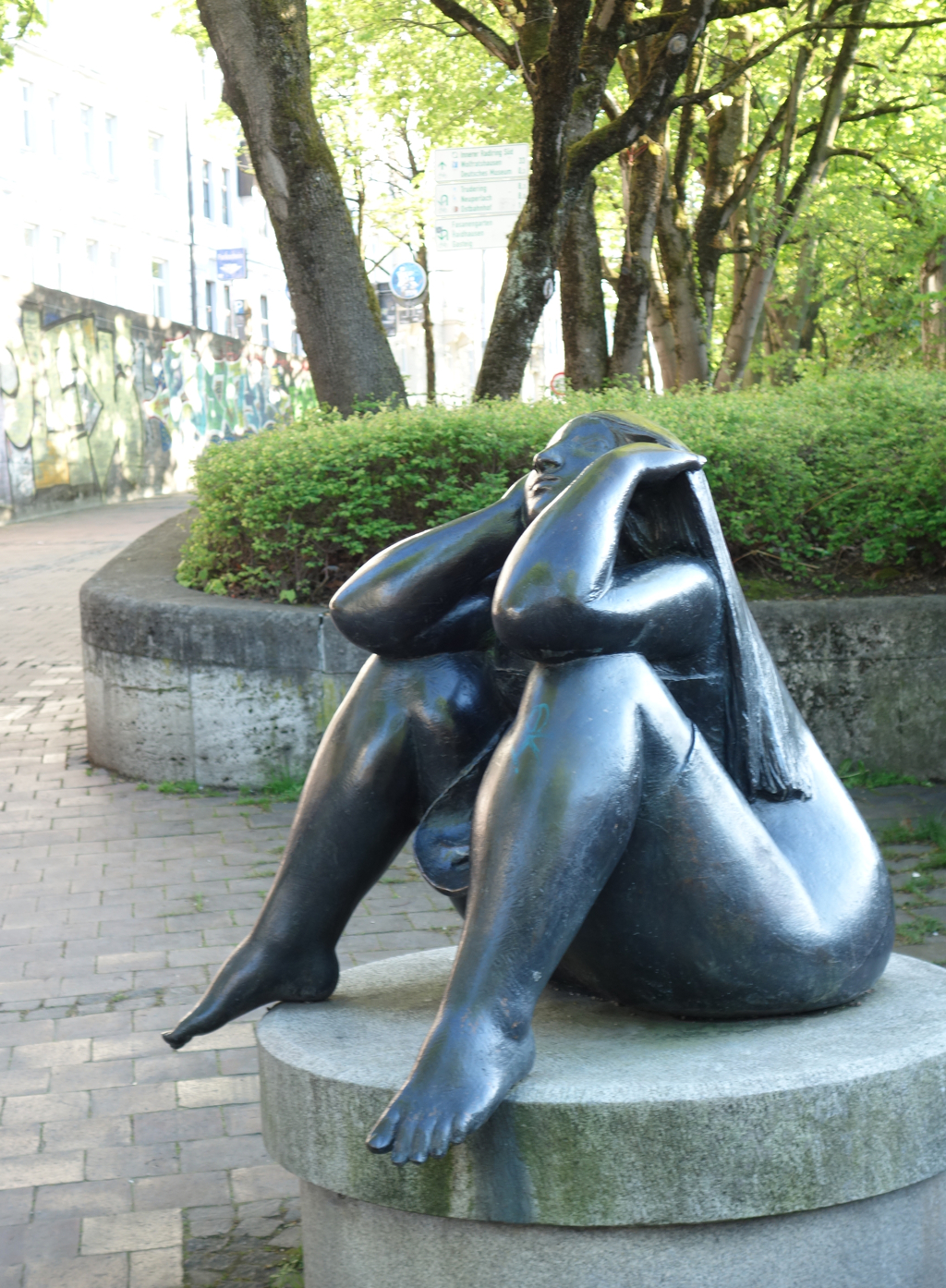
Bukolika
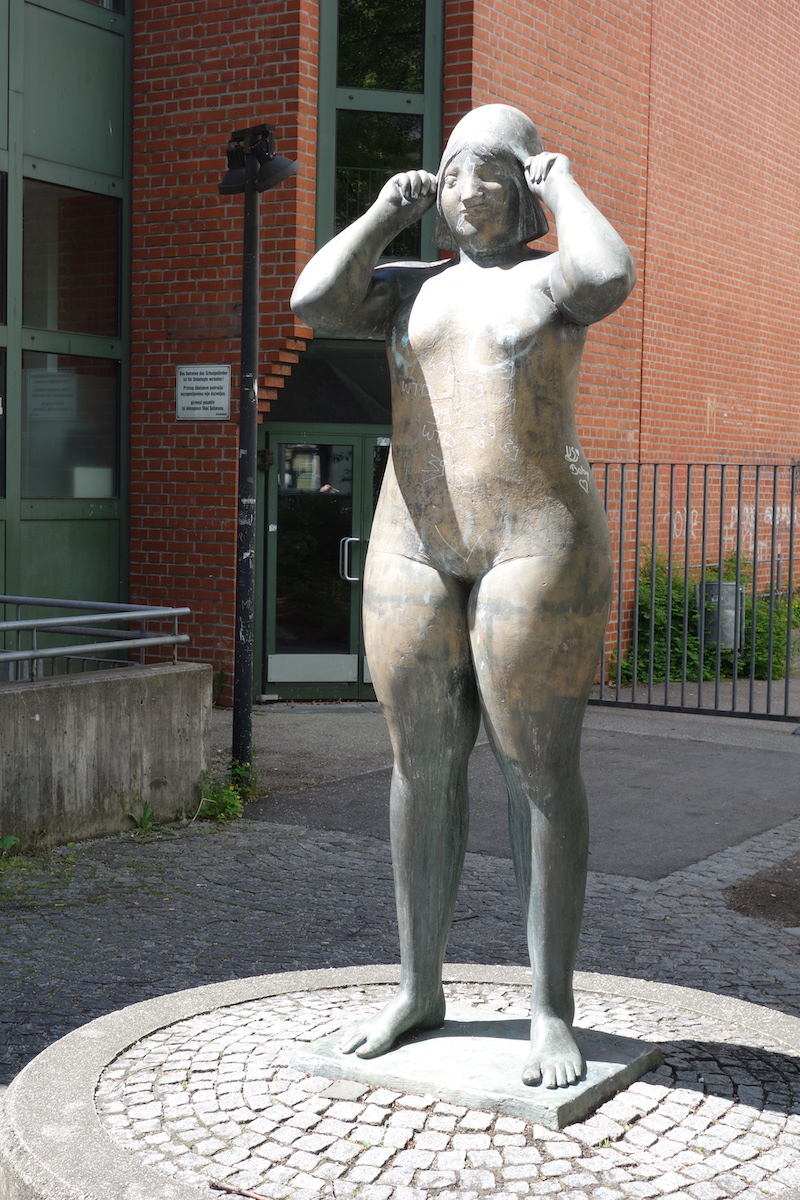
Schwimmerin

Martin Mayer galt als einer der letzten Vertreter der klassisch-modernen Skulptur in der Tradition von Auguste Rodin, Aristide Maillol und Marino Marini.
Trotz seiner Gegenständlichkeit verortete er sich sehr wohl als abstrakter Künstler, wie diese Aussage zeigt:
„Oft ist zu hören, dass etwas, was nicht zu erkennen ist, was unkenntlich ist, abstrakt sei. Und das ist ein Irrtum. Ich meine, in der Kunst geht es ja darum, das Wesentliche erkennbar zu machen. Wenn man das Wesentliche erkennbar machen will, muss man das Unwesentliche weglassen. Man muss das Unwesentliche abziehen. Und darin liegt ja schon ein geistiger Prozess, ein Abstrahierungsvorgang. Und der macht eigentlich erst die Kunst aus. Der bestimmt den Grad der Kunst. Das hat gar nichts mit „gegenständlich“ oder „nicht gegenständlich“ zu tun. Eine durchaus gegenständliche Plastik kann so abstrakt sein wie auch ein ungegenständliches Gebilde. Aber es gibt, mir fällt kein anderes Wort ein, Machwerke, oder unkenntliche Machwerke, die als Abstraktion ausgegeben werden, aber mit Abstraktionen überhaupt nichts zu tun haben“.
Er hatte, trotz der enormen öffentlichen Präsenz seines plastischen Werkes und etlichen Ausstellungen, bis in die kunsthistorische Fachwelt hinein lange den Status eines großen Unbekannten. Mit seiner Frau Sigrune, die er 1966 heiratete, hatte er zwei Söhne. Sein Grab befindet sich auf dem Hauptfriedhof Kaiserslautern.

## Werke

### Öffentlich aufgestellte Arbeiten nach Entstehungszeit (Auswahl)
- 1960:Sitzender Keiler. (München, Bernhard-Borst-Straße und Neuhauser Straße, sowie Aschaffenburg, Weichertstraße und Kircheimbolanden, Römerplatz)
- 1962: Orpheus (München, Borstei)
- 1966: Kranich. Ursprünglich ehemaliger Flughafen München-Riem, dann Flughafen Franz-Josef-Strauß (dort derzeit nicht zugänglich)
- 1969: Haarwaschende (München, Höltystraße)
- 1972: Olympia Triumphans (München, Olympiapark)
- 1977: Schwimmerin (München, Geroltstraße und Albstadt, Naturfreibad)
- 1979: Franziskus als Friedensbote (München, St. Anna-Platz und Mannheim, Roonstraße)
- 1981: Palatina Bacchabunda, „Landavia“ (Landau/Pfalz, Martha-Saalfeld-Platz)
- 1981: Martin Luther (Weißenburg/Bayern, Martin-Luther-Platz und Landau/Pfalz, Stiftsplatz)
- 1982: Susanna  (bis 2022 München, SWM Sportanlage an der Lauensteinstraße; ab 2025 München, Prinzregentenbad)[10]
- 1983: Wasserausschüttende (Pfaffenhofen, Stadtgraben)
- 1984: Bukolika (München, Ludwigsbrücke)
- 1986: Eos (Mannheim, Luisenpark)
- 1987: Filia Rheni (Bonn, Robert-Schumann-Platz und Ilvesheim, Skulpturenpark der Heinrich Vetter-Stiftung)
- 1989: Jakobspilger (Speyer, Maximilianstraße und Hastingues, Place de l’Europe)
- 1993: Goldwäscherin (Speyer, Willy-Brandt-Platz und Schleswig, Schloss Gottorf)

### Porträt-Büsten nach Entstehungszeit (Auswahl)
- 1954: Luise Ullrich
- 1959: Walter Schulz-Matan
- 1960: Jakobus Pfättisch
- 1960: Mark Lothar
- 1960: Walter Sommer
- 1962: Bernhard Borst
- 1964: Heinrich G. Merkel
- 1964: Joseph E. Drexel
- 1967: Alban Haas
- 1971: Ernst Bloch
- 1987: Ludwig Bölkow
- 1989: Wilhelm Engelhard (Verleger)

## Einzelausstellungen
- 1965: Frankfurt a. M, Galerie Hauenstein
- 1965: München, Galerie Seifert-Binder
- 1966: Ludwigshafen a. Rh., Kulturhaus
- 1966: Triest, Goethe-Institut
- 1966: Neustadt/Weinstraße, Galerie Sommer
- 1969: Heidelberg, Galerie Tenner
- 1970: Berlin, Haus am Lützowplatz
- 1980: Albstadt, Städtische Galerie
- 1981: München, Pavilion am Alten Botanischen Garten
- 1981: Speyer, Kunstverein
- 1982: Landau, Städtische Galerie
- 1984: Köln, Galerie Boisserée
- 1985: Zürich, Urania Galerie
- 1988: Stuttgart, Galerie Dorn
- 1993: Landau, Städtische Galerie
- 2009: Schillingsfürst, Ludwig-Doerfler-Galerie
- 2013: München, Kunst-Pavillon
- 2019: Weißenburg, Kunstschranne

## Auszeichnungen (Auswahl)
- 1966: Hans-Purrmann-Preis
- 2013: Seerosenpreis

## Publikationen (Auswahl)
- Dietrich Heyde, Briefgespräche mit dem Bildhauer Martin Mayer, Leupelt, Handewitt, 2019, ISBN 978-3-943582-22-2.
- Eherne Weiblichkeit in München. MünchenVerlag, München 2007, ISBN 3-937090-17-7.
- Heinz Spielmann: Martin Mayer. Frauen: Bronzen – Zeichnungen – Fotografien. Edition Braus, Heidelberg 2002, ISBN 3-89904-008-2.
- Clemens Jöckle, Der Speyerer Jakobspilger, Schnell & Steiner, München/Zürich, 1990 (2. edition: Regensburg, 1995)
- Olympia Triumphans – Skulptur, Architektur, Landschaft. Callwey Verlag, München 1992.
- Werner Haftmann: Der Bildhauer Martin Mayer. Callwey Verlag, München 1988, ISBN 3-7667-0900-3.
- Margarethe Krieger, Herbert List, Martin Mayer, Karl Graf Verlag, Speyer, 1974
- Hans Konrad Röthel, Herbert List: Martin Mayer. Thiemig Verlag, München 1972.
- Wilhelm Weber: Martin Mayer. Kohl-Weigend, St. Ingbert 1967.
- Franz Roh, Herbert List, Martin Mayer, Druckhaus Nürnberg, 1965.